# Кляйн-Ванцлебен
Кляйн-Ванцлебен (нем. Klein Wanzleben) — община в Германии, в земле Саксония-Анхальт. 
Входит в состав района Бёрде. Подчиняется управлению „Бёрде“ Ванцлебен.  Население составляет 2470 человек (на 31 декабря 2006 года). Занимает площадь 25,45 км².